# Uirapuru-azul
Uirapuru-azul (nome científico: Thamnomanes schistogynus) é uma espécie de ave pertencente à família dos tamnofilídeos. Pode ser encontrada na Bolívia, Brasil e Peru.
Seu nome popular em língua inglesa é "Bluish-slate antshrike".